# Assur (dieu)
Pour les articles homonymes, voir Assur.
Assur, ou Assour (en assyrien : Aššur), est la divinité tutélaire de la ville d'Assur, et de l'Assyrie.
Incarnation divine de la cité d'Assur et de l'Assyrie, il ne dispose pas de domaine de spécialité particulière contrairement aux autres divinités. Il est considéré comme le véritable maître de l'Assyrie, dont les souverains ne sont que les seconds et exécutants des volontés. Quand ce royaume s’affirme comme une puissance politique et militaire de premier plan dans la seconde moitié du IIe millénaire av. J.-C., il devient une divinité impérialiste commandant aux souverains terrestres d'étendre son royaume et un dieu souverain suprême, en intégrant les traits du dieu Enlil. Quand l'Assyrie devient un empire dominant la majeure partie du Moyen-Orient aux VIIIe – VIIe siècle av. J.-C., il prend les traits d'une divinité universelle, dont les autres divinités ne sont que des aspects. Il rentre alors en concurrence avec le dieu Marduk, incarnant le royaume rival de l'Assyrie, celui de Babylone, dont il reprend divers aspect de la théologie et du culte.
Bien que les rois assyriens font la guerre aux autres pays en son nom et considèrent que leur victoire amène la soumission des vaincus au dieu Assur, ils ne tentent pas de leur imposer son culte, qui reste au contraire pour l'essentiel cantonné à la cité d'Assur, dont il est indissociable et indéracinable. Son grand temple, qui est érigé sur le point le plus élevé de la ville, est à plusieurs reprises reconstruit et agrandi pour correspondre à l'élévation du statut du dieu et de l'Assyrie. Son culte renvoie à son aspect souverain et politique : toutes les provinces assyriennes doivent symboliquement contribuer à ses offrandes, les rois assyriens y sont couronnés et participent à divers rituels confirmant leur soumission aux volontés du dieu en même temps que leur légitimité à exercer le mandat qu'il leur a confié.
Le temple d'Assur est détruit en 614 par les troupes Mèdes lors de la chute de l'empire assyrien, acte qui a probablement constitué un point d'orgue de la fin de cet empire, en symbolisant le fait qu'il avait été abandonné par son dieu. Son culte reprend progressivement dans les siècles suivants, et connaît un renouveau à partir de la fin du Ier siècle av. J.-C. quand Assur redevient une ville importante. La destruction de la ville par les Sassanides au début du IIIe siècle de notre ère semble avoir sonné le glas de la ville et du culte du dieu qui se confondait avec elle.

## Le nomAššuret ses significations
Dans les textes assyriens, le terme Aššur peut faire aussi bien référence à une ville qu'à une divinité, qui partagent le même nom, le dieu étant la divinité principale de la ville, où se trouve son sanctuaire (situation qui rappelle celle d'Athéna à Athènes). Le nom du dieu apparaît autour de 2050 av. J.-C., celui de la cité environ deux siècles auparavant. Au XXe siècle av. J.-C., les deux noms et les notions qu'ils recouvrent sont liés de manière inextricable. Il est impossible de déterminer lequel précède l'autre : on ne sait pas si la ville a donné le nom au dieu qui l'incarne, ou l'inverse.
En écriture cunéiforme, il y a plusieurs moyens de rendre le nom du dieu,toujours précédé du déterminatif de la divinité DINGIR (noté d dans les transcriptions ;  en graphie néo-assyrienne) : avec deux signes phonétiques daš-šur () ou da-šur (par exemple  ou ), avec le logogramme (signe valant pour un mot) dAŠ (un simple clou horizontal : ).
À partir de l'époque médio-assyrienne (XIVe siècle av. J.-C.), les textes assyriens désignent leur royaume, ou du moins son espace central (c'est-à-dire sous administration directe) comme le « pays d'Assur » (māt Aššur). Pour préciser s'ils font référence à la ville ou au dieu, les scribes assyriens peuvent employer dans l'écriture cunéiforme un type de signe appelé déterminatif qui indiquera soit s'il s'agit d'un lieu (signe KI), soit s'il s'agit d'un dieu (signe DINGIR). Dans la plupart des cas « pays d'Assur » est inscrit sans déterminatif, ce qui ne permet pas de trancher. Mais dans un certain nombre d'autres cas, l'expression est écrite avec le déterminatif de la divinité devant le mot Aššur, indiquant qu'on fait alors référence au « pays du dieu Assur » (māt dAššur). Dans d'autres cas, tardifs (sous les Sargonides), c'est le déterminatif du lieu qui est employé, l'expression faisant alors référence à la ville (māt Aššurki). Dans d'autres cas encore, surtout également, les deux déterminatifs sont employés en même temps (māt dAššurki). Cela reflète des pratiques générales attestées dès les débuts de l'histoire assyrienne, impliquant dans certains car l'écriture du nom du dieu en y ajoutant le déterminatif du lieu et celui de la ville avec le déterminatif du dieu, renvoyant au fait que le dieu, la ville et le pays sont inséparables, au point de se confondre.

## La personnification divine de l'Assyrie
- Période paléo-assyrienne, v. 2000-1700 av. J.-C. : période de la cité-État d'Assur, importance politique faible mais cité marchande de première importance, animant le commerce à longue distance avec l'Anatolie.
- Période médio-assyrienne, v. 1400-1000 av. J.-C. : constitution d'un État territorial à partir d'Assur (l'« Assyrie ») qui s'affirme rapidement comme l'une des principales puissances militaires du Moyen-Orient.
- Période néo-assyrienne, 1000/934-612/609 av. J.-C. : après une phase de déclin marqué, l'Assyrie redevient un royaume de premier plan, avant de se muer progressivement en empire exerçant l'hégémonie sur le Moyen-Orient.

Repères chronologiques : les grandes phases de l'histoire assyrienne.

### Le dieu de la cité d'Assur

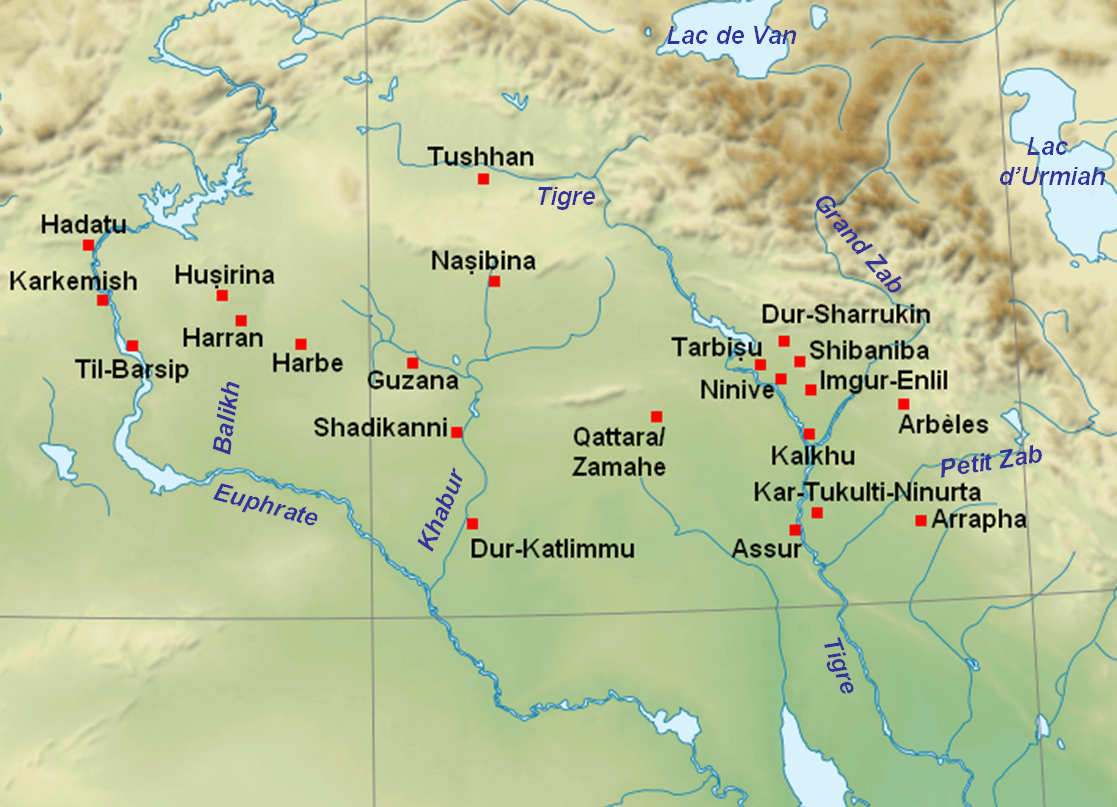
Localisation d'Assur et des principales villes assyriennes.

La confusion entre le nom du dieu et celui de la cité renvoie à la fonction principale de cette divinité : Assur est le dieu tutélaire de la ville d'Assur, qu'il personnifie, possède et protège avec ses habitants. Cela explique la raison pour laquelle il n'a pas de champ de compétence particulier ni de relation généalogique avec les autres grandes divinités mésopotamiennes,,. Par exemple selon les contextes il dispose d'une parèdre différente : Ninlil/Mullissu, ou bien Sheru'a (qui peut également être présentée comme sa fille), ou encore Ishtar ; sa contrepartie féminine Aššuritu(m) apparaît dans plusieurs textes d'époques diverses, mais il s'agit plutôt d'une autre manière de nommer Ishtar (qui reçoit l'épithète Aššuritu(m) quand il s'agit de son aspect vénéré dans son temple d'Assur), ou une des deux autres parèdres potentielles du dieu.
Selon W. Lambert, Assur pourrait être la divinisation de l'éperon rocheux sur lequel sont bâtis la ville d'Assur et son temple. Il n'incarnerait donc pas à l'origine la cité à proprement parler mais une partie d'elle et son attribution se serait étendue au reste. Cette colline, nommé Abih dans des textes assyriens, est en tout cas liée de près au dieu qui y conserve son lieu de culte principal.
Il n'est pas possible de déterminer quand il est devenu la divinité principale des lieux, ou même quand son culte a démarré. Aucun bâtiment n'a été repéré à l'emplacement de son sanctuaire avant la fin du IIIe millénaire av. J.-C. (la tradition assyrienne postérieure attribue la première construction au roi Ushpia). Le principal édifice de culte mis au jour pour ces époques est celui qui est par la suite dédié à la déesse Ishtar. Il est donc possible que ce soit une déesse qui exerce la fonction de divinité principale d'Assur à ces époques, avant d'être supplantée par le dieu éponyme. Il est également possible que le lieu de culte d'Assur ait déjà existé mais ne se soit pas déroulé dans des bâtiments, mais à ciel ouvert, ce qui expliquerait l'absence de constructions en dur.
Durant la période paléo-assyrienne (XXe – XIXe siècle av. J.-C.), alors qu'Assur est une cité sans importance politique notable, elle est animée par une communauté marchande dynamique connue par des lettres provenant de Kanesh (Kültepe) en Anatolie au XIXe siècle av. J.-C., un des comptoirs où ils sont installés dans cette région riche en métal. Ces textes contiennent plusieurs informations sur l'importance du dieu Assur dans la vie des gens de la cité à cette période en tant que divinité tutélaire de celle-ci et de sa communauté, y compris quand elle réside à l'étranger. Elle se voit notamment par le fait qu'il est souvent simplement par le terme signifiant dieu (ilum). De nombreuses personnes ont un nom théophore comprenant le nom du dieu, et plusieurs lettres contiennent des injonctions de personnes résidant à Assur envers des marchands en déplacement loin de la cité pour qu'ils viennent honorer le dieu. Le temple d'Assur reçoit des offrandes des marchands, en remerciement de son appui dans leurs entreprises, qui enrichissent son trésor (qui semble gardé dans l'« hôtel de ville », centre des institutions urbaines, plutôt que dans son temple) et il investit une partie de ses ressources dans le commerce. Des prêtres du dieu financent par ailleurs des expéditions commerciales. Les hommes d'Assur prêtent serment par les armes du dieu (patrum, šugariā'um) qui sont dans son temple (alors que les femmes prêtaient serment par la déesse Ishtar). Dans les comptoirs d'Anatolie, des emblèmes du dieu sont présents pour les serments, dans des sortes de chapelles consacrées au dieu. Certaines familles consacrent une de leurs filles au dieu (gubabtum), qui ne se marient pas et vivent de manière indépendante. Leur rôle religieux n'est pas claire : on sait seulement qu'elles adressent des prières au dieu, si on les assimile aux naditum qui ont un statut semblable dans la Babylonie de la même période elles ne participent pas au culte. Des femmes spécialisées dans la divination sont également chargées d'interpréter des oracles envoyés par le dieu,.

« Ainsi (parle) Assur-idi : dis à Assur-nada : 

Tu es venu, et à cinq ou six reprises, tu as rompu (ta parole donnée aux dieux) ! Alors les armes d'Assur et d'Assuritum t'ont frappé, car tu as rompu (ta parole). (...) Assur et Assuritum ne cessent de te mettre en garde en (proclamant) : « Il dispense le mal dans son cœur ! Il n'est pas juste envers toi, il a commis un crime ! » De tous les ordres que les dieux t'ont donnés, tu as clairement oublié les paroles concernant notre famille ! En effet les dieux (ont dit) ceci : « Il refuse d'entendre nos commandements ! » S'il te plait, obéis au commandement divin, si tu n'obéis pas, tu es perdu !. »

« Dis à Imdilum : ainsi (parlent) Taram-kubi et Shimat-Assur : 

Ici (à Assur), nous consultons les oniromanciennes, les devineresses et les esprits ; le dieu Assur ne cesse de te prévenir : tu aimes (trop) l'argent et méprises ta vie ! Ne peux-tu faire plaisir au dieu Assur dans la ville d'Assur ? S'il te plaît, dès que tu auras pris connaissance de (cette) lettre, viens, rends visite au dieu Assur et sauve ta vie !. »

Par la suite, quand l'Assyrie prend un essor territorial considérable et que le dieu Assur prend une stature de plus en plus importante, il reste étroitement lié à sa ville d'origine : il n'aura qu'un seul grand sanctuaire, celui qui s'y trouve, où se déroulent des rituels d'une importance capitale dans la vie du royaume. Tout se passe comme si le dieu ne pouvait jamais être déconnecté de sa ville éponyme et son culte implanté ailleurs. De fait, même si elle perd progressivement le statut de capitale politique du royaume, la ville d'Assur conserve un rôle religieux et cultuel incontournable dans l'empire, au point qu'on a pu y voir une sorte de « Vatican assyrien ».

### Le roi de l'Assyrie

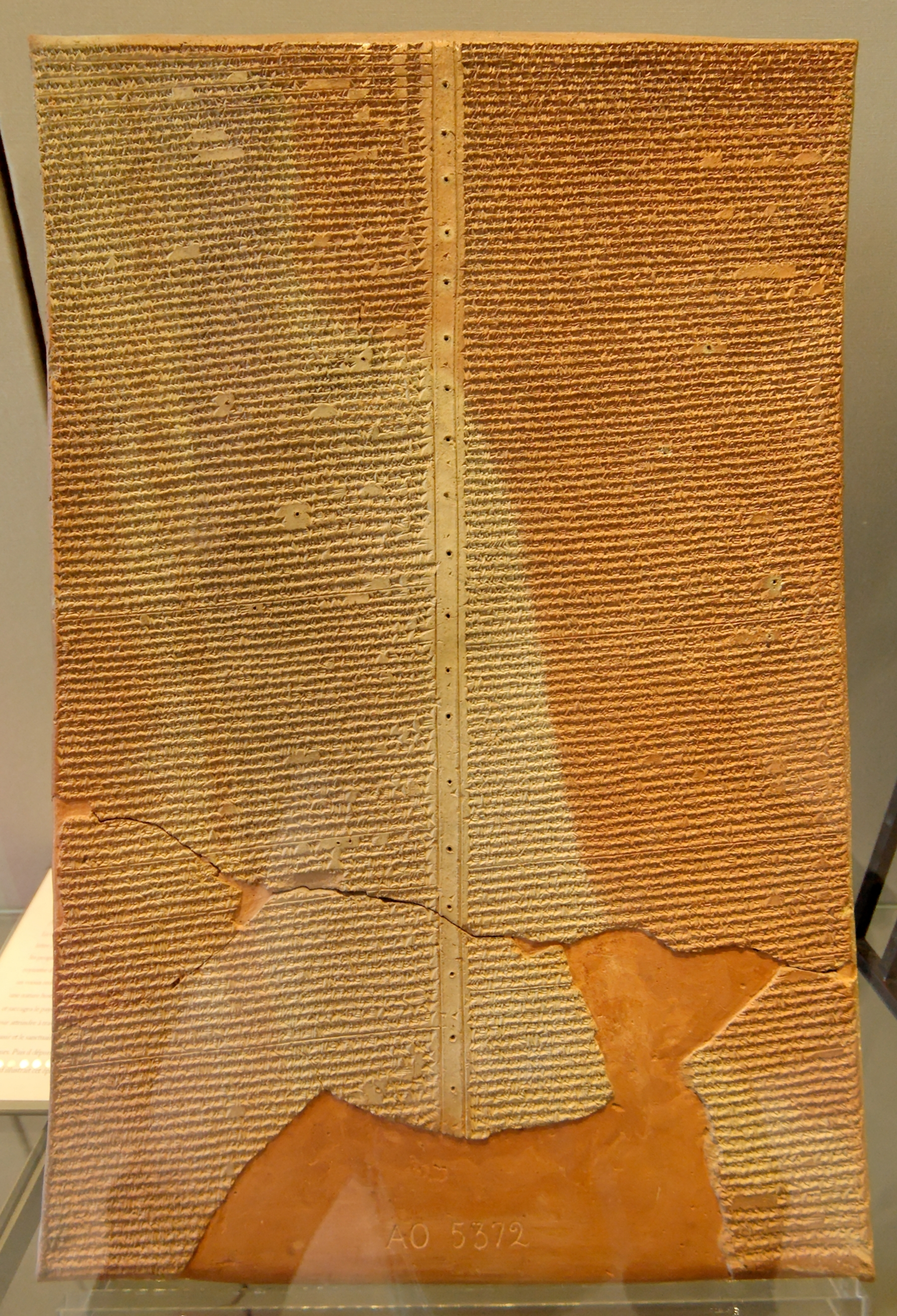
Lettre au dieu Assur relatant la huitième campagne de Sargon II qui eut lieu en 714 av. J.-C., et donc un compte-rendu du roi attestant qu'il a bien rempli sa mission d'élargissement du royaume. Retrouvée à Assur, exposée au musée du Louvre.

Dès les premiers temps de la cité-état d'Assur, dans les premiers siècles du IIe millénaire av. J.-C., Assur est présenté comme le véritable « roi » (šarrum) de la ville, le souverain humain n'étant qu'un prince (rubūm), ou, plus révélateur, le « vicaire d'Assur » (iššiak Aššur). Les sceaux des rois paléo-assyriens Silulu et Erishum présentent une formule résumant cette situation : « (le dieu) Assur est roi, et (nom du roi) est son vicaire. » Elle est reprise plus tard dans un hymne de couronnement daté de l'époque médio-assyrienne, puis dans celui daté du règne d'Assurbanipal. De fait et de façon significative, le rituel de couronnement des rois assyriens se déroule dans le sanctuaire d'Assur, voyant ceux-ci recevoir les insignes du pouvoir et donc son mandat divin pour diriger l'Assyrie au nom du dieu Assur. Dans ce même texte, le roi est également présenté comme investi de la fonction de prêtrise (šangutu) du dieu. Il en résulte le fait que le culte du dieu passe forcément par l'intermédiaire de son représentant terrestre : des rites du temple d'Assur se tiennent en sa présence, et les prières adressées au dieu sont pour la plupart faites au nom d'un souverain assyrien et rarement en celui d'une autre personne, situation la plus habituelle pour les autres divinités.
Une prière prononcée par un prêtre lors d'un rite de couronnement connu par une tablette datée du règne de Tiglath-Phalazar Ier (1114-1076) développe la théologie du pouvoir assyrienne :
Qu'Assur et Ninlil, les maîtres de ton diadème,
Te mettent ton diadème sur la tête pour cent ans !
Que tes pas dans l'Ékur et tes actions soient agréables à Assur, ton dieu !
Que ton sacerdoce et le sacerdoce de tes fils soit agréable à Assur ton dieu ! 
De ton juste sceptre élargis ton pays !
Qu'Assur te donne d'être écouté et agréé quand tu parleras,
(Et) la droiture et la paix !
— Prière prononcée lors d'un rite de couronnement, traduction de M.-J. Seux.
Bien qu'à partir de l'époque médio-assyrienne, alors que l'Assyrie se constitue en État territorial et puissance politique de premier plan, les monarques prennent le titre de « roi » et une stature plus importante que par le passé, ces principes ne changent pas : ils restent considérés comme les exécutants des volontés d'Assur, qui agissent pour la gloire de ce dieu, souvent sous ses injonctions, et bien sûr sous sa protection,. La mission principale que leur confie le dieu est d'« élargir le pays », donc de conquérir de nouveaux territoires et de soumettre de nouvelles personnes au dieu Assur, selon la formule consacrée les placer sous le « joug d'Assur » (nīr Aššur). Une autre formule présente dans les textes assyriens indiquent que le but des conquêtes est d'apprendre aux autres pays à « craindre le dieu et le roi » (palaḫ ili u šarri), donc à leur obéir. Il s'agit plus largement d'une mission de mise en ordre du cosmos, en éradiquant le chaos pour unifier le monde sous la direction du dieu Assur. C'est la principale justification des départs en campagne des rois assyriens. À l'époque néo-assyrienne, les rois rendent compte de l'avancement de leur mission dans des lettres qui sont des sortes de comptes rendus, et qui sont probablement lues en public, et auxquelles le dieu répond puisqu'on connaît quelques lettres fragmentaires qui rapportent au roi ses paroles de soutien.

« Quand Assur, le grand seigneur, me choisit en son cœur inébranlable (et) avec ses yeux sacrés il me nomma pour le pastorat du pays d'Assur, il mit en ma poigne une arme puissante qui abat l'insoumis, il me para d'une sublime couronne, (et) il m'ordonna fermement de gouverner et de soumettre tous les pays insoumis à Assur. »

— La mission du roi Salmanazar III, d'après ses Annales.
Il s'agit certes d'une forme de « guerre sainte » ordonnée par une puissance divine, mais pas une « guerre de religion » qui viserait à répandre la foi en Assur et à éliminer les cultes des autres dieux, notion absente des polythéismes. Même quand un sanctuaire ennemi est saccagé et que la statue de son dieu est emportée en Assyrie pour être placée dans le sanctuaire du dieu Assur, c'est une manière de faire reconnaître la suprématie du dieu Assur sur le dieu étranger, qui est accueilli comme une sorte d'otage dans la résidence terrestre du dieu assyrien. Les Assyriens ne tentent pas d'implanter le culte de leur dieu national dans les pays conquis.
En revanche, ils imposent aux pays soumis de participer au culte de leur dieu, par des offrandes à son temple. En effet, les pays intégrés au pays du dieu Assur, donc à l'Assyrie, doivent toutes prendre part de manière conjointe à la fourniture d'offrandes pour le culte du sanctuaire d'Assur à Assur : les différentes parties du « pays d'Assur » nourrissent le dieu, qui incarne ce pays,. Elles forment une communauté d'offrandes qui reproduit symboliquement la communauté politique unissant tout le peuple « assyrien ».
Dans les relations avec les autres royaumes, des inscriptions royales d'époque médio-assyrienne indiquent que des rois vaincus sont conduits dans le temple du dieu pour y prêter un serment par les dieux de soumission à l'Assyrie, et promettre de verser un tribut à leur nouveau maître.

« J'affrontai quarante rois des pays de Naïri et je défis leur armée. (Ainsi) je devins le maître de tous leurs pays. J'attachai des entraves en bronze au cou de ces mêmes rois des pays de Naïri, (et) je les amenai à l'Ekur, le Grand Mont, le temple de mon soutien, en présence du dieu Assur, mon seigneur. Je leur fis prêter serment par les grands dieux du Ciel (et) du Monde Souterrain, et je levai pour l'éternité un tribut sur eux »

— Tukulti-Ninurta Ier bat les rois de Naïri et les conduit pour prêter allégeance au dieu Assur.
Les tablettes d'accords diplomatiques connues pour l'époque néo-assyrienne sont scellées par les trois sceaux du dieu Assur, qui engagent le royaume, et pas par le sceau royal.
Les statues des divinités des pays étrangers vaincus par l'Assyrie sont couramment emmenées dans le sanctuaire, de la même manière qu'on capture les familles royales ennemies ou qu'on prend en otage des princes qui vont vivre dans le palais royal ; au cours d'une campagne en Arabie, Sennachérib s'empare ainsi des statues des grands dieux des temples d'Adummatu (Dumat Al-Djandal) qu'il installe dans le temple.

### Du dieu local au dieu de la totalité
À mesure que l'Assyrie s'affirme comme une puissance de plus en plus imposante, la théologie d'Assur accompagne ce mouvement, l'élevant progressivement au rang de dieu suprême.
La première étape de ce long processus peut être datée du règne de Samsi-Addu (1808-1776 av. J.-C.), connu sous le nom de Shamshi-Adad Ier dans la tradition assyrienne, bien qu'il ne soit pas un roi assyrien à proprement parler mais un roi étranger qui a intégré Assur à son royaume qui domine tout le nord de la Mésopotamie (les historiens le surnomment de ce fait « Royaume de Haute-Mésopotamie ») et donc il fixe la capitale à Shubat-Enlil. Ce roi reprend la titulature royale à prétention universelle originaire du sud mésopotamien (« roi des quatre rives (du monde) »), et avec elle la théologie du pouvoir de la ville sainte de Nippur, qui fait du dieu Enlil le dieu de la royauté, qui choisit les rois. Dans cette optique le dieu Assur est assimilé à Enlil et son temple à Assur est voué à devenir une réplique septentrionale de celui d'Enlil à Nippur. Il en fait un édifice de taille monumentale, accompagné d'une ziggurat.
L'étape suivante se déroule à l'époque médio-assyrienne, surtout entre 1400 et 1100 av. J.-C., quand Assur devient la capitale d'un État territorial qui domine à son tour le nord de la Mésopotamie. Le dieu prend qui incarne le royaume alors une nouvelle dimension : tout le royaume devient alors le « pays d'Assur » et doit honorer le dieu en contribuant pour les offrandes de son temple, pratique qui se poursuit jusqu'à la fin de l'empire assyrien. L'assimilation d'Assur au dieu Enlil est alors complétée : certains textes le désignent sous le nom « Assur-Enlil », il prend sa place dans la généalogie divine, devenant l'époux de la déesse Ninlil (ou Mullissu) et le père des dieux Ninurta et Zababa, son temple est renommé Esharra, « Maison de la totalité » ou « Maison de l'univers », un des noms du sanctuaire d'Enlil à Nippur,.
Après avoir repris les aspects du dieu Enlil, Assur reprend également ceux du dieu qui lui a succédé à la position de dieu souverain en Babylonie, Marduk. Cela s'inscrit plus largement dans une tendance d'influence croissante de la culture babylonienne en Assyrie. En raison de la rivalité entre l'Assyrie et Babylone, la relation entre Assur et Marduk est également par bien des aspects une compétition pour savoir lequel des deux est le véritable roi des dieux, compétition que l'on entend régulièrement régler par le sort des armes, ce qui explique pourquoi les prises de Babylone par des troupes sous Tukulti-Ninurta Ier et Sennachérib se soldent par la déportation de la statue de Marduk dans le temple d'Assur, symbolisant sa soumission. Mais dans bien des cas les souverains assyriens dominant Babylone préfèrent honorer Marduk afin de consolider leur légitimité auprès des populations locales. Marduk étant une divinité moins liée à sa cité qu'Assur, il dispose d'un culte dans toute la Mésopotamie et au-delà, y compris en Assyrie, ce dont Assur ne bénéficiera jamais.

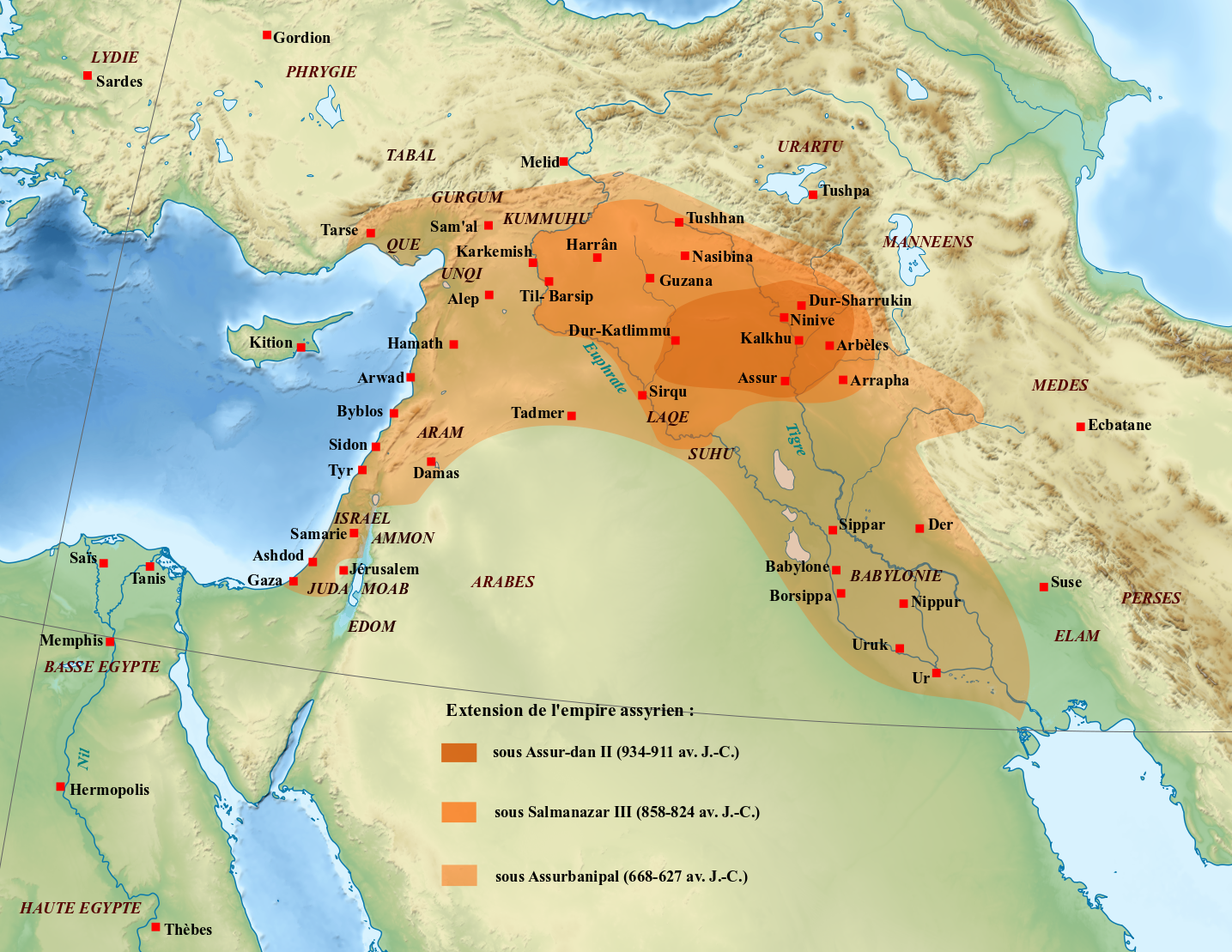
Carte des différentes phases d'expansion de l'empire néo-assyrien.

Le point culminant des tensions entre les théologies d'Assyrie et de Babylone se déroule dans la dernière phase de l'époque néo-assyrienne, sous le règne de Sennachérib, quand il prend et ravage Babylone, y compris le sanctuaire de Marduk,,. Il ne se contente pas d'emporter la statue du dieu babylonien, mais il importe aussi les principaux aspects de son culte : il adapte le rituel babylonien appelé akitu qui se déroule au Nouvel An et voit le renouvellement du mandat royal, en substituant Assur à Marduk ; dans une même optique, on rédige une version assyrienne du mythe Enuma elish, glorification de la suprématie de Marduk, récité lors de cette fête, dans laquelle Assur remplace Marduk. Cela s'accompagne d'un programme de constructions visant à rivaliser avec les sanctuaires de Marduk, ajoutant au sanctuaire d'Assur un corps de bâtiment ainsi qu'un temple qui servent pour la célébration de l’akitu. Un commentaire rituel datable de la même époque, l'Ordalie de Marduk, raconte comment des exploits mis au crédit du dieu babylonien avaient en fait été accomplis par Assur,. Cette politique sera cependant de courte durée, puisque le fils et successeur de Sennachérib, Assarhaddon, restaure le temple de Marduk à Babylone et y retourne sa statue de culte.
L'affirmation de la suprématie d'Assur passe aussi à partir du règne de Sargon II par la mise au point d'une nouvelle manière d'écrire le nom du dieu, An-šar , qui est le nom d'une divinité primordiale sumérienne, Anshar, qui peut être lu « Totalité du Ciel ». Le fait qu'il s'agisse d'une divinité appartenant à une génération bien antérieure à celle de Marduk, et aussi d'Enlil, permet par là de conforter la supériorité du dieu assyrien,. Cela confère également un aspect astral au dieu, qui fait écho aux prétentions universelles des rois assyriens.
D'autres innovations théologiques visibles dans les textes rituels (notamment ceux liés au tākultu) tendent à faire d'Assur une divinité englobante, là encore un phénomène qui trouve un parallèle dans la théologie babylonienne de Marduk. Certains textes considèrent que les grandes divinités d'Assyrie ne soient que des aspects d'Assur, qui les intègre à sa personne, ce qui se manifeste par la juxtaposition de son nom à ceux de ces autres dieux : Assur-Ishtar, Assur-Adad, Assur-Ninurta, etc.. À partir de ces conceptions, S. Parpola a proposé qu'Assur soit vu comme la totalité de tous les dieux, donc qu'une vision d'une divinité unique se soit développée à l'époque néo-assyrienne, donc un monothéisme d'Assur. Cette interprétation n'a pas été suivie par les autres spécialistes du sujet, car elle manque de preuves,,.

## Les images et symboles d'Assur

### Représentations visuelles

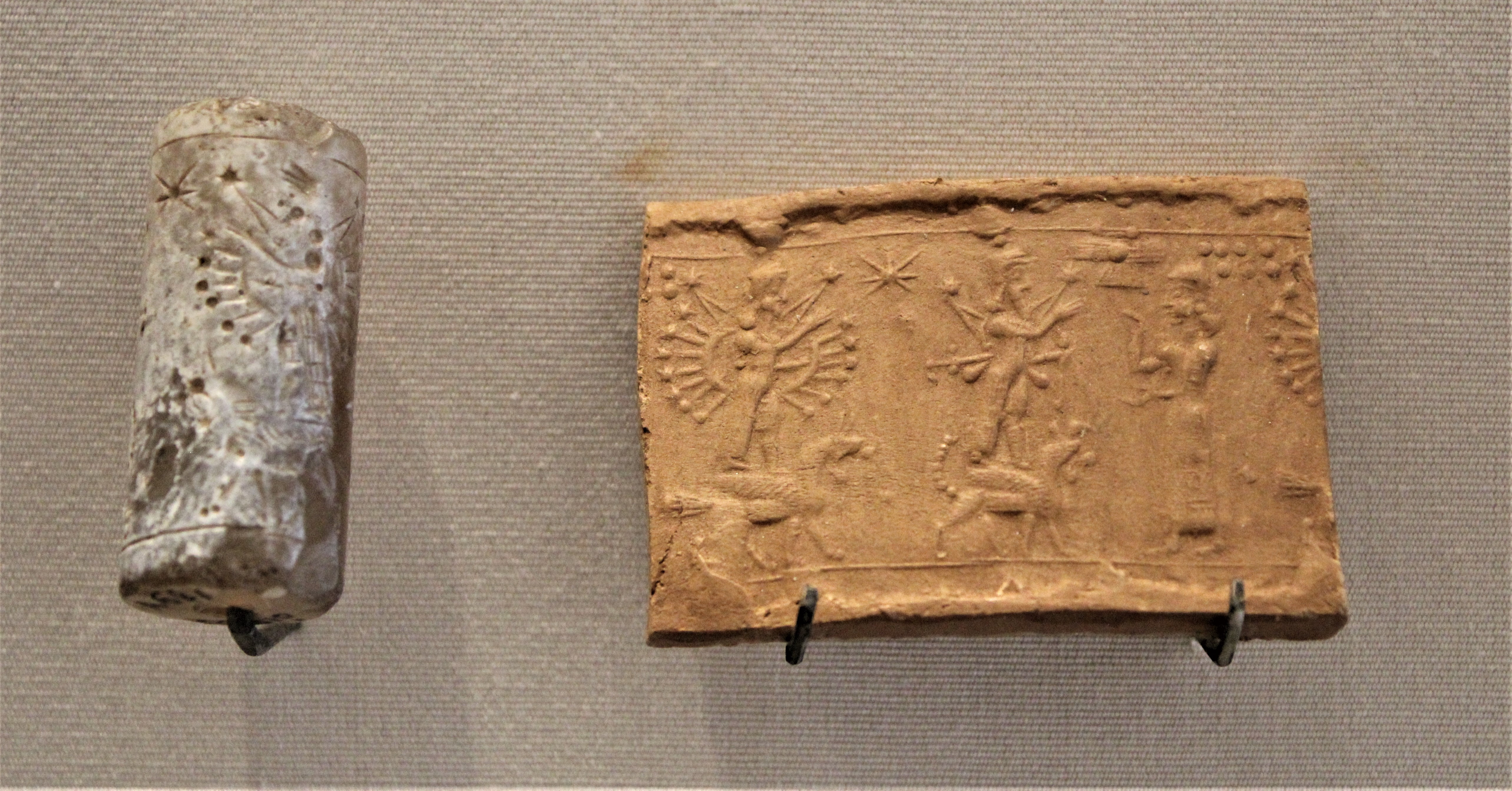
Sceau-cylindre avec impression moderne, d'époque néo-assyrienne : le dieu au centre, debout sur une dragon, peut être identifié comme Assur ; derrière lui la déesse Ishtar, et devant un orant. Musée du Louvre.

Comme la plupart des autres divinités mésopotamiennes, Assur peut être représenté sous forme humaine (anthropomorphisme). Il y a cependant très peu de représentations assurées du dieu, la plupart étant conjecturales faute d'éléments d'identification assurés, en particulier sur des sceaux-cylindres.
Les sceaux du dieu, imprimés sur des tablettes de serment et datés des époques médio- et néo- assyriennes le représentent en présence du roi (voir plus bas). Il y est représenté comme un homme barbu, coiffé de la tiare à cornes symbolisant la divinité, tenant l'anneau et le bâton symbolisant la royauté, ainsi qu'une hache dans un des deux.
D'autres images représentent peut-être le dieu Assur : un bas-relief datable du début du IIe millénaire av. J.-C. représentant une divinité nourrissant deux caprins, avec deux déesses aux vases jaillissant à ses pieds ; une brique glaçurée provenant d'Assur représentant un dieu sur un piédestal, surplombant un homme qui lui rend hommage ; un relief rupestre à Khinis (Bavian) dans l'arrière-pays de Ninive daté du règne de Sennachérib comporte une représentation du dieu avec sa parèdre Mullissu, accompagnés par le roi représenté deux fois ; c'est probablement ce dieu qui est en tête des processions divines, sans doute datées elles aussi du règne de Sennachérib, sur le rocher de Maltai et celui de Faida.

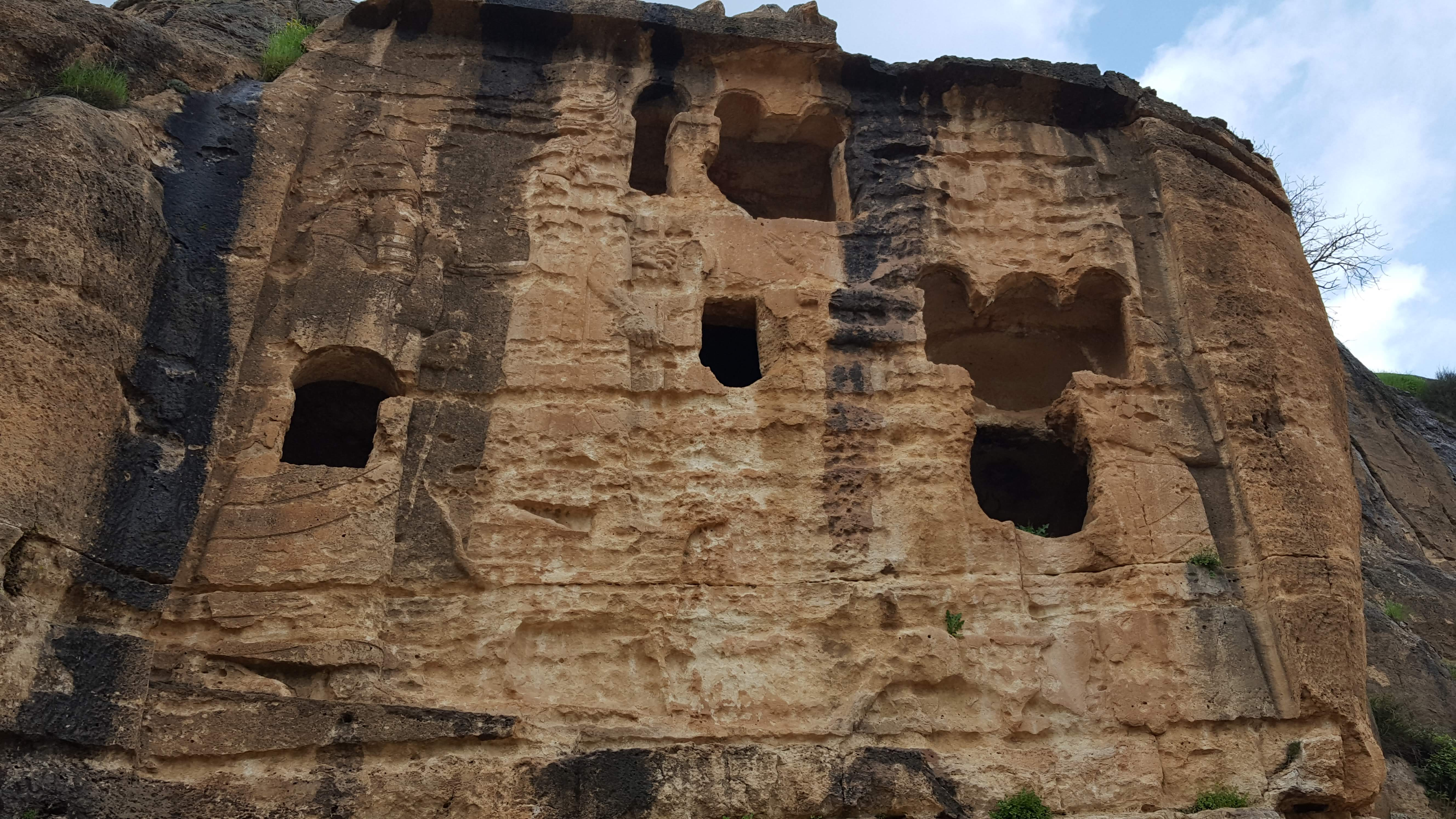
Relief rupestre de Khinis (Bavian) : le dieu Assur est probablement la divinité (très érodée) représentée la deuxième en partant de la gauche, sur un dragont-serpent mušhuššu.
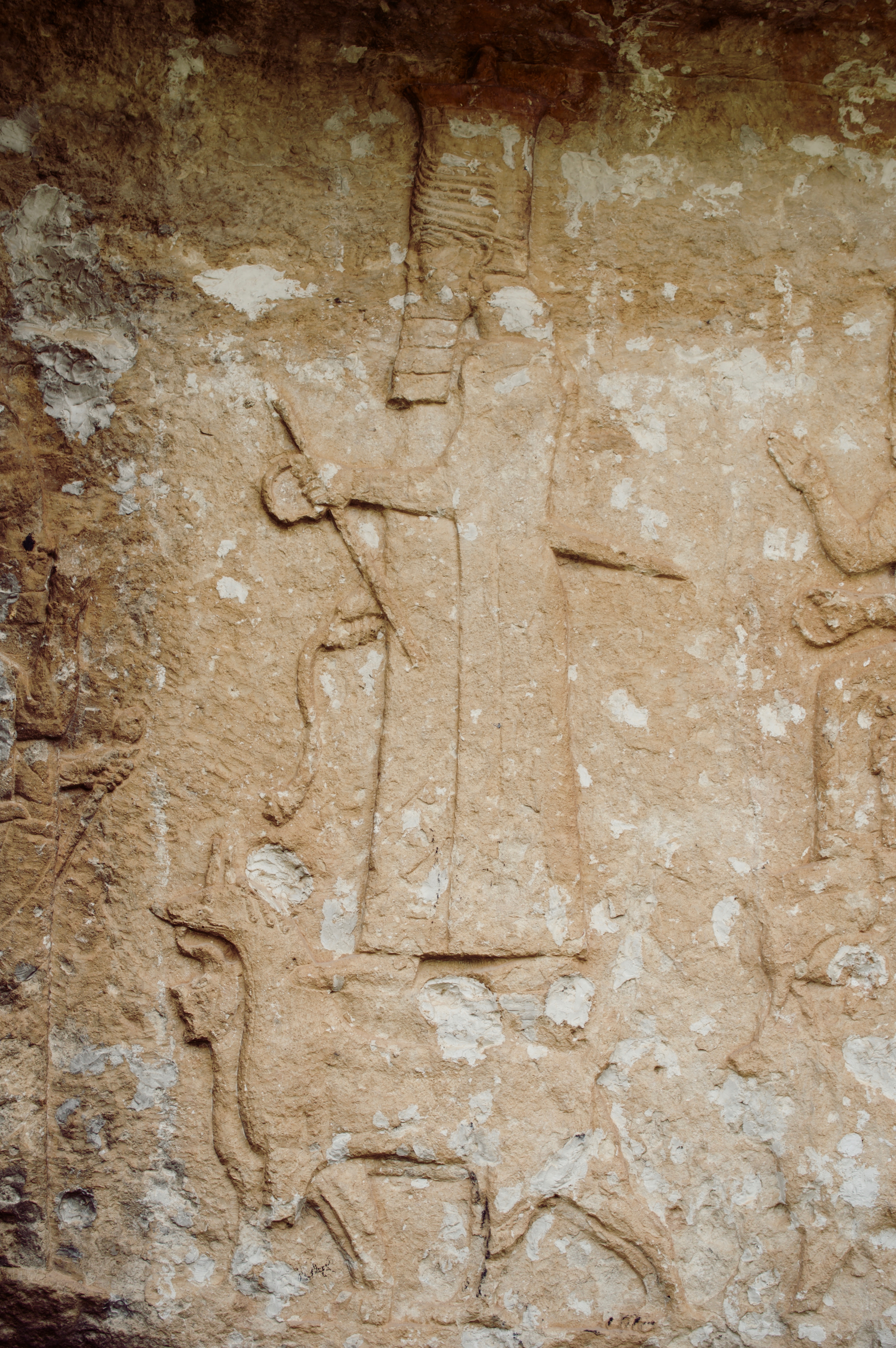
Représentation du dieu Assur sur les reliefs de Maltai, sur un dragont-serpent mušhuššu et tenant l'anneau et le bâton, face au roi (probablement Sennachérib).

Le dieu peut aussi être représenté sous la forme de symboles. Pour l'époque paléo-assyrienne, il est généralement considéré que l'autel surmonté d'un taureau représenté sur de nombreux sceaux-cylindres sert à symboliser Assur. Aux époques plus tardives, le dieu est représenté par une tiare à cornes, qui est un attribut repris à Enlil,. Sur les reliefs rupestres néo-assyriens de Khinis et de Maltai, il est représenté sur un dragon-serpent mušhuššu, attribut repris cette fois-ci à Marduk, ce qui s'inscrit dans le contexte des réformes théologiques du règne de Sennachérib.
Il a également été proposé que le disque solaire ailé présent sur des bas-reliefs néo-assyriens, parfois avec un personnage en son centre, puisse représenter Assur. Mais l'opinion dominante y voit plutôt un symbole du dieu-soleil Shamash.

### Les armes du dieu
Les lettres de l'époque paléo-assyrienne indiquent que la présence du dieu Assur peut-être incarnée par des objets sacrés : on trouve les mentions d'une « épée » (patrum ša Aššur), d'une « arme » (kakki ša Aššur) ou d'un symbole/objet indéterminé (šugariā'um ša Aššur). Elles sont notamment présentes lors de prestations de serments invoquant le dieu, ou lors de jugements divins, ordalies, durant lesquels Assur doit trancher des litiges que les juges humains ne sont pas en mesure de résoudre faute de preuves.
Des inscriptions royales d'époque néo-assyrienne, plus précisément pour la période 745-696, évoquent à leur tour une « arme » ou « symbole » (kakku ; logogrammes GIŠ TUKUL) du dieu Assur, dont l'aspect exact n'a pu être déterminé. Il s'agit apparemment d'emblèmes divins, installés dans des cités conquises qui deviennent les capitales de nouvelles provinces assyriennes, plutôt dans les périphéries de l'empire qui se sont rebellées contre l'Assyrie : par exemple Tiglath-Phalazar III en installe en 735 dans des cités annexées du pays de Shubria, en Anatolie orientale. Cela s'accompagne également de l'implantation du culte des divinités assyriennes, de stèles représentant le roi, donc un ensemble de mesures symboliques permettant de marquer les territoires dominés par le dieu Assur. Il n'y a cependant pas d'indication que ces armes, et le dieu à travers elle, reçoivent un culte. Des emblèmes divins accompagnent également les armées assyriennes, et il est possible que ceux d'Assur y figurent.

### Les sceaux du dieu
La documentation d'époque paléo-assyrienne a livré l'empreinte d'un sceau-cylindre du dieu Assur, sur des scellements mis au jour sur le site d'Acemhöyük (Turquie) : il représente une divinité protectrice en posture de prière devant une montagne d'où sort une tête de taureau, symbolisant le dieu Assur ; l'inscription qui l'accompagne est « Appartenant au dieu Assur, relatif à la taxe-nishatum de l'hôtel de ville ». Cet « hôtel de ville » est une institution majeure de la cité d'Assur, supervisant notamment les transactions commerciales (elle dispose des poids officiels), qui en raison de l'identité entre la cité et le dieu a également un aspect religieux (on y conserve le trésor du dieu).
Des fragments de tablettes provenant du temple de Nabû à Nimroud préservent les empreintes de trois sceaux-cylindres du dieu Assur, dont les matrices n'ont pas été retrouvées. Il s'agit de textes de serment prêté par le peuple d'Assyrie de reconnaître Assurbanipal comme l'héritier légitime d'Assarhaddon. Ces trois sceaux sont datés des trois époques de l'histoire assyrienne et se présentent comme suit :
- Le plus ancien, d'époque paléo-assyrienne (et différent de celui évoqué précédemment), plus précisément du XIXe siècle av. J.-C., représente un roi debout, en position de prière, précédant une déesse protectrice. Son inscription est « Sceau du dieu Assur de l'hôtel de ville ».
- Le sceau d'époque médio-assyrienne, datable du XIIIe siècle av. J.-C., représente un roi à genoux, en direction d'un dieu, sans doute Assur. Il est introduit par une divinité mineure, tandis que le dieu Adad, en retrait, assiste à la scène. Son inscription est illisible.
- Le sceau d'époque néo-assyrienne (aussi partiellement préservé sur des fragments provenant de Tell Tayinat[72]) date du règne de Sennachérib (704-681) et représente le roi debout, entre le dieu Assur et sa parèdre Mullissu. La longue inscription est « Le Sceau des destinées, avec lequel Assur, le roi des dieux, scelle les destinées des Igigi et des Anunnaki du ciel et du monde souterrain, ainsi que (celles) de l'humanité. Quoi qu’il scelle, il ne le modifiera pas. Quiconque voudrait le modifier, qu'Assur, le roi des dieux, et Mullissu, ainsi que leurs enfants, le tuent avec leurs terribles armes ! Je suis Sennachérib, roi de (Assyrie), le prince qui te vénère - quiconque efface mon nom inscrit ou détruise ceci, ton Sceau des Destinées, que tu effaces de la terre son nom et sa semence ! »

La partie des malédictions du texte du serment indique clairement que le fait que le texte ait été scellé par le sceau du dieu lui confère un statut important. Les tablettes scellées deviendraient alors l'équivalent des « tablettes des destinées » de la mythologie mésopotamienne : « en les imprimant, le roi d'Assyrie « scellait les destinées » en tant que représentant terrestre d'Assur. Ces scellements avaient donc une double fonction : ajouter à la validité éternelle des termes du traité, et sanctifier et protéger la tablette du traité en présentant le dieu Assur lui-même comme son ratifiant et son gardien. »
Il ne s'agit cependant pas des sceaux royaux assyriens, qui servent à authentifier les décisions prises par l'autorité royale ou ses délégués, qui se présentent sous la forme de cachets dont l'image représente un roi assyrien en train de poignarder un lion.

## Le culte d'Assur

### Le sanctuaire d'Assur

Plan général du site d'Assur : le temple d'Assur (1) et sa ziggurat (2) sont situés au nord-est, sur le promontoire rocheux. Le temple de l’akitu est situé au nord-ouest (8).

Le temple principal d'Assur est situé au sommet de l'éperon rocheux dominant la ville du même nom et la plaine alentour. Il est situé en retrait des autres monuments sacrés de la ville, situés plus à l'ouest, séparé d'eux par le Vieux Palais, le plus ancien des palais royaux assyriens.

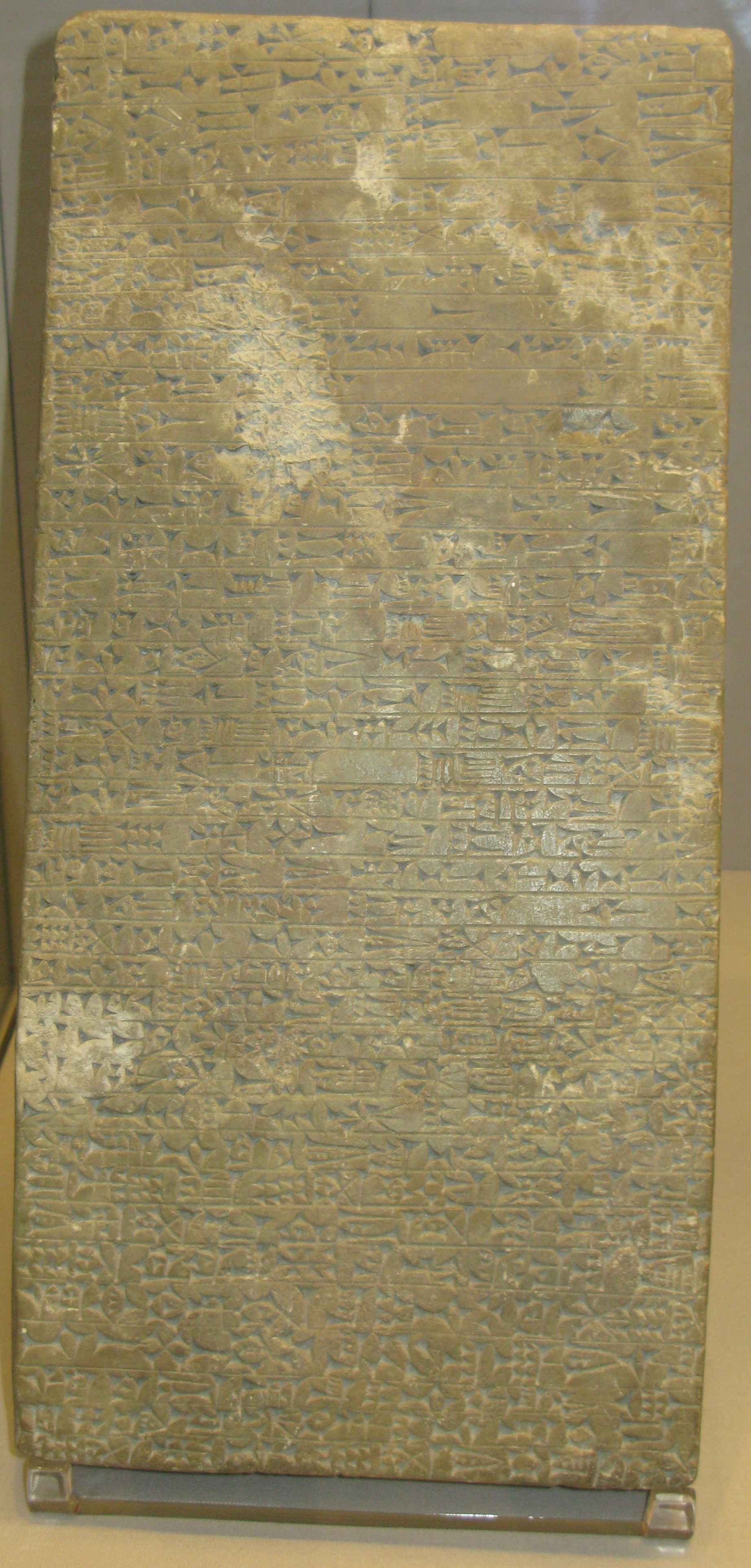
Tablette commémorant la reconstruction du temple du dieu Assur par le roi Adad-nerari Ier (v. 1300-1275 av. J.-C.). British Museum.

Les inscriptions de fondation les plus anciennes indiquent qu'il a été construit dans la seconde moitié du XXe siècle av. J.-C., sous le règne d'Erishum Ier, dont le nom cérémoniel est « Taureau sauvage » (en akkadien rimum). Il fut reconstruit vers 1800 par Shamshi-Adad Ier, qui dans ses inscriptions le considère comme un temple d'Enlil et lui donne le nom cérémoniel de « Maison-taureau sauvage des pays » (en sumérien é-am-kurkurra). Les archéologues n'ont pas pu identifier un stade antérieur à ces époques. Le temple est alors un édifice d'environ 108 mètres sur 54, orienté sud-ouest/nord-ouest. Il est constitué d'une première unité bâtie au sud-ouest autour d'une petite cour. La position centrale de l'édifice est occupée par un autre ensemble de pièces organisées autour d'une cour plus vaste, de 37 mètres sur 31. Celle-ci donne sur son côté nord-est sur une porte conduisant à la cella transversale (28 mètres sur 8), qui abritait la statue du dieu. Sur le côté sud-est du temple se trouvait une cour de forme trapézoïdale, protégée par une enceinte d'environ 70 mètres sur 190 pour ses longueurs maximales,.
Le temple a été plusieurs fois reconstruit sous les rois médio-assyriens, en particulier sous Salmanazar Ier (1275-1245 av. J.-C.), après que l'édifice a été ravagé par un incendie. Il ajoute une nouvelle cour au sud-ouest de l'édifice, qui est désormais long de 140 mètres. Une inscription de ce roi rappelle les constructions et restaurations antérieures :

« À cette époque, la « Maison-montagne des pays » (é-hursag-kurkurra), le temple ancien, qu'Ushpia (en), mon ancêtre, vicaire du dieu Assur, avait bâti, (et lorsqu')il fut délabré Erishum, mon ancêtre, vicaire du dieu Assur, le reconstruisit, (et après que) 159 années furent passées, Shamshi-Adad, également mon ancêtre (et) vicaire du dieu Assur, le reconstruisit. 580 années passèrent et le temple fut détruit lors d'un incendie. Je dégageai complètement (les débris de) ce temple jusqu'à ses fondations. Je fis ses fondations (solides) comme la base d'une montagne. En extension, j'y ajoutai deux tours qui n'avaient pas été construites auparavant. Je l'agrandis considérablement, au-delà de l'emplacement précédent du parvis du dieu Nunnamnir et de l'extension du parvis du dieu Assur, mon seigneur. Je mis des sièges et des estrades cultuelles dans leurs sanctuaires (et) j'y plaçai tous les dieux de la « Maison-montagne » (é-kur). J'y déposai mes inscriptions monumentales et mes inscriptions sur argile. »

— La reconstruction du temple du dieu Assur sous le règne de Salmanazar Ier, rappelant les travaux de ses aïeux.
Quand Assur fut assimilé au dieu Enlil, on donna au sanctuaire les noms officiels du grand temple d'Enlil à Nippur, à savoir la « Maison de la totalité » (en sumérien é-šarra) et la « Maison-montagne » (é-kur). La cella du temple porte quant à elle le nom de « Maison-montagne des pays » (é-hursag-kurkurra). La dernière grande rénovation du temple a eu lieu sous le règne de Sennachérib (704-681 av. J.-C.), qui y a ajouté une nouvelle unité au nord-est avec sa propre cella, en perçant une nouvelle porte sur le côté est, reliée à la cella d'Assur. Les textes expliquent la fonction de cette nouvelle annexe, qui s'inscrit dans le contexte des changements théologiques et rituels qui ont lieu sous ce règne, pour les besoins du rituel-akitu qui est alors instauré : elle abrite le « dais des destinées », le lieu où la destinée du monde est proclamée.
| |  |  |
| Plan du temple d'Assur, à gauche sous le règne de Shamshi-Adad Ier (début XVIIIe siècle av. J.-C.) et à droite sous le règne de Sennachérib (début VIIe siècle av. J.-C.). |  |  |

Un passage réservé au roi relie directement le temple au Vieux Palais, sur le côté nord de la ville, le long de la muraille, où se trouve également un accès vers un escalier qui permet de rejoindre la branche du Tigre qui coule en contrebas.

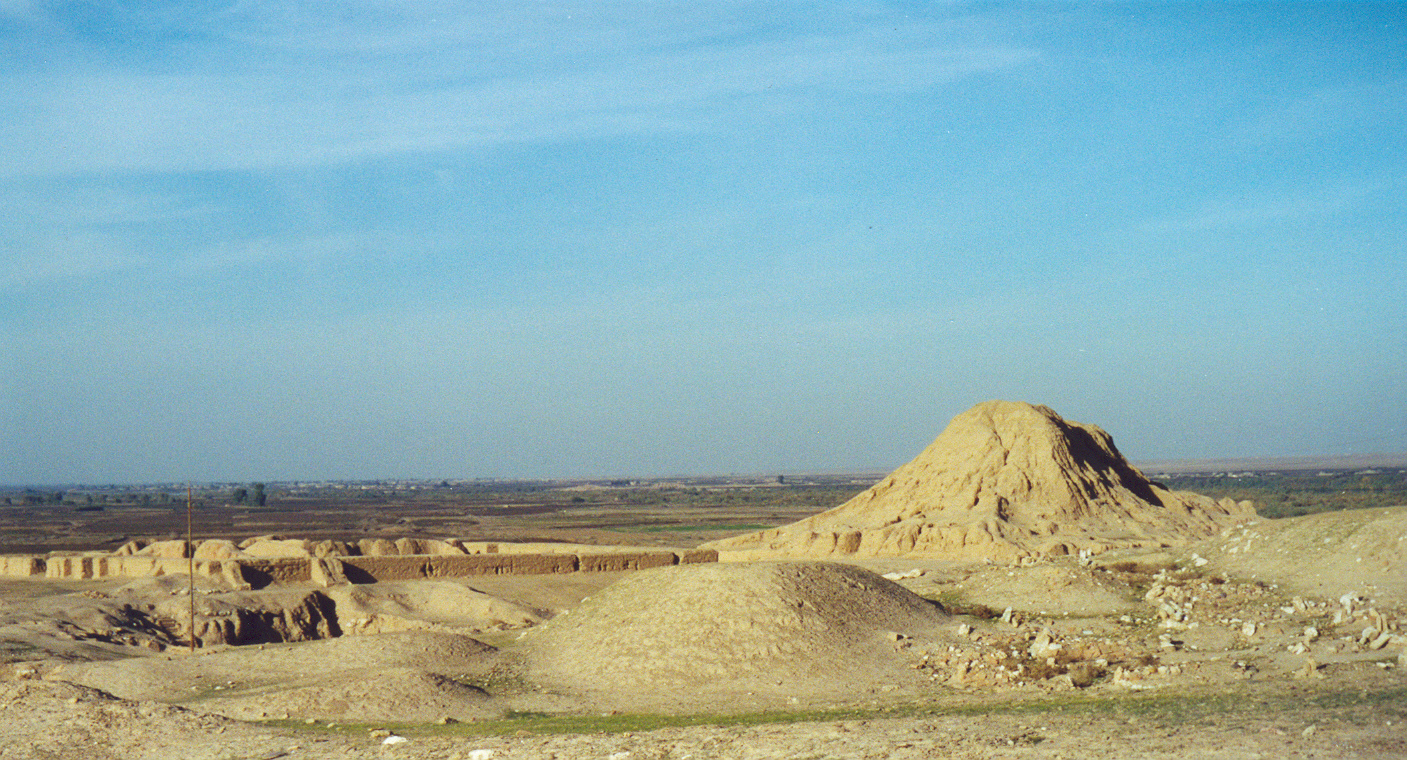
Vue du site d'Assur, avec les ruines de la ziggurat.

À l'ouest du temple d'Assur, une grande ziggurat dont la base carrée mesurait environ 61 mètres de côté était érigée, sans doute depuis le règne de Shamshi-Adad Ier. Elle connait une seconde phase de construction, sans doute lors de la reconstruction du sanctuaire sous Salmanazar Ier, puisque des dépôts de fondation sous la forme de disques en métal au nom de celui-ci ont été retrouvées aux angles de l'édifice. Elle présentait la particularité, parmi les ziggurats assyriennes, d'être une construction isolée et de ne pas être accolée à un temple. Fortement érodée après la chute de la ville en 614, puis transformée en forteresse à l'époque parthe, elle est mal connue. On ignore ainsi comment se faisait l'accès au sommet de l'édifice en l'absence d'escaliers extérieurs apparents,. Son nom cérémoniel était « Maison-montagne de l'Univers » (é-aratta-kišarra).
Les textes assyriens permettent de tenter d'identifier la fonction de corps de bâtiments et de pièces du sanctuaire, et également de connaître l'existence d'autres lieux qui n'ont pas été fouillés ou pas identifiés sur place. En particulier des textes de topographie donnent une liste des divinités vénérées dans le sanctuaire et de parties du complexe : l’Annuaire divin d'Assur (Götteradressbuch) et la Liste des temples de l'Esharra. Faire correspondre les données textuelles et celle de l'archéologie n'est pas évident en dehors des pièces de culte principales du temple. Ils permettent au moins de voir que, comme de coutume dans les grands temples mésopotamiens, Assur est vénéré en compagnie des membres de son cercle divin (pour la plupart issus de celui d'Enlil), qui y disposent de chapelles ou du moins d'installations cultuelles : sa parèdre Ninlil/Mullissu ; la déesse Sheru'a qui est tantôt présenté comme sa fille, tantôt comme sa parèdre ; le dieu-guerrier Ninurta, considéré comme son fils en Assyrie ; Nusku, grand vizir du roi des dieux ; Kak(k)a, autre vizir et messager des dieux ; on trouve également des chapelles pour les grands dieux souverains Enlil et Dagan dans des textes rituels, mais elles ne sont pas forcément situées dans la zone du sanctuaire (le lieu de culte de Dagan semble plutôt localisé dans le Vieux Palais). L'identification des autres pièces de l'édifice est difficile, notamment parce qu'il est difficile de distinguer dans plusieurs cas entre les lieux de culte et les pièces utilitaires que comprenait également le complexe (magasins, cuisines, brasserie, ateliers, etc.),.

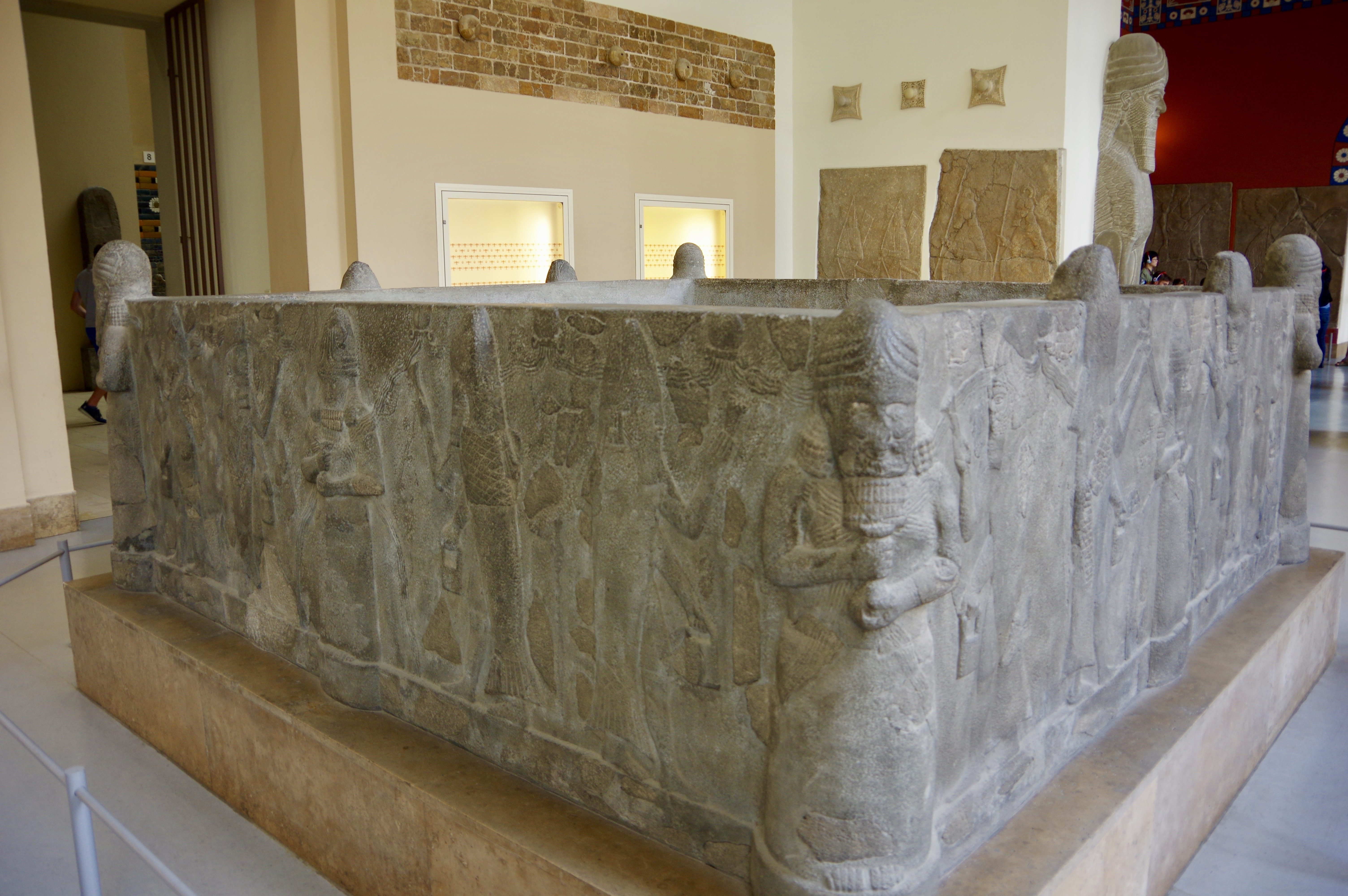
Bassin cultuel décoré de divinités fluviales mises au jour dans la cour du temple. Pergamon Museum.

Les portes et les grandes cours du sanctuaire sont également investies d'un caractère sacré. La cour principale (celle située au sud du temple) est nommée « Cour de  plomb de l'Apsû », en référence au domaine des eaux souterraines ; on y a justement trouvé un bassin monumental décoré d'hommes-poissons, sans doute dédié au dieu personnifiant la rivière et à son épouse, qui devait servir lors de rituels,.
Les fouilleurs du site ont mis au jour plusieurs lots de tablettes dans la zone du sanctuaire. Une archive du XIIIe siècle av. J.-C., essentiellement administrative, a été exhumée au nord-est de la cour du temple. Une archive un peu plus tardive de 650 tablettes environ a été mise au jour dans dix vases en céramique, au sud-ouest de la cour du temple ; elle documente les offrandes provinciales faites au temple. Plusieurs centaines de tablettes ont été mises au jour dans la partie ouest du sanctuaire, entreposées dans l'édifice à l'époque néo-assyrienne, mais comprenant une soixantaine de tablettes littéraires d'époque médio-assyrienne, qui pourraient être issues d'une ancienne bibliothèque. Les autres tablettes d'époque néo-assyrienne sont essentiellement de nature administrative et se rapportent au culte ; quelques lettres proviennent aussi de ce fonds. D'autres archives et bibliothèques privées d'époque néo-assyrienne mises au jour dans d'autres lieux de la ville ont été produites par des membres du clergé ou des personnes travaillant pour le compte du temple ou du moins en relation avec lui, et fournissent donc des informations sur le culte d'Assur.
Lors de la rénovation des bâtiments d'Assur et de la modification de son culte, Sennacherib ajoute un édifice destiné à être intégré dans les rituels du dieu, le Bīt Akītu, situé 200 mètres à l'extérieur des murailles de la ville, au nord-ouest ; il reprend ainsi le modèle, déjà présent à Babylone, d'un édifice servant de point d'arrivée de la procession de statues divines lors du rituel du Nouvel An (akītu). Il était relié au temple d'Assur par une voie processionnelle qui traversait le secteur des temples et des palais et franchissait la muraille par la porte de Tabira. L'édifice présente deux phases, datables du même règne, un incendie détruisant la première construction. Il est bordé de jardins (on y a retrouvé des traces d'irrigation), mesure 55 × 60 mètres dans sa première phase et 67 × 60 dans la seconde, les deux sont organisées autour d'une grande cour intérieure qui donnait sur un portique conduisant à une vaste salle transversale d'une trentaine de mètres de long, sans doute la cella de l'édifice destinée à l'assemblée des statues divines,,. Une inscription de fondation de Sennachérib rapporte qu'il l'a décoré d'une porte en bronze portant une représentation du combat du dieu Assur contre Tiamat et son armée de démons, dont la fabrication a nécessité l'aval des dieux des oracles :

« [Grâce] à l'art de la divinité Ninagal [et] à ma propre expertise, je fis fabriquer une porte en bronze rouge d'une seule bande de métal. Conformément au commandement que les dieux Shamash et Adad me donnèrent par divination, je représentai sur cette porte une image du (dieu) Assur, qui va combattre Tiamat, (montrant) l'arc alors qu'il le porte, dans le char qu'il monte, (et) le Déluge qu'il a harnaché, (et) le dieu Amurru comme conducteur qui monte (le char) avec lui. »

Cet édifice avait d'ailleurs pour nom cérémoniel « Maison (où) Tiamat est mise à mort » (é-abba-ugga). Sa localisation hors de la ville, dans un espace non habité de steppe symbolise le chaos apporté par Tiamat, auquel Assur vient mettre un terme en restaurant l'ordre.

### Le personnel du temple
Bien que le roi assyrien soit à l'occasion désigné comme un détenteur d'une « prêtrise » du dieu Assur, celui qui est en général désigné comme le šangu « prêtre » du dieu Assur est un autre personnage, placé à la tête du sanctuaire et de son clergé, dont la charge principale est de diriger l'activité cultuelle. À ce titre il supervise l'organisation des principaux rituels, depuis leur organisation matérielle jusqu'à leur déroulement, il conduit des processions, exécute personnellement des rites de purification et de sacrifice, et il représente le dieu lors des grands rituels, comme celui du couronnement (voir plus bas) ou lors des prestations de serments diplomatiques. Secondairement, il est également l'administrateur général du temple, et il peut aussi avoir un rôle judiciaire. C'est donc un personnage majeur du royaume,,.
Pour l'assister dans ses tâches cultuelles comme administratives, le prêtre d'Assur est à la tête d'une organisation hiérarchique. Elle ressort notamment d'une liste de personnes datable du règne de Salmanazar III (858-824), agencée dans un ordre hiérarchique, où il occupe la première place, suivi par un « prêtre adjoint » ou « prêtre en second » chargé de le seconder dans les affaires générales et de le remplacer en cas d'absence, puis le scribe du temple et l'économe chargé plus spécifiquement de la gestion des ressources du temple (personnel non religieux, magasins, ateliers, terres, bêtes, etc.). La correspondance indique également la présence d'autres prêtres-šangû chargés d'une divinité, comme un šangû de Sheru'a, ou d'un aspect précis du culte, comme un « šangû de la maison du cuisinier » qui se charge de la préparation des mets sacrificiels et plus généralement de l'administration des cuisines du temple. Pour l'époque médio-assyrienne la documentation relative aux offrandes régulières des provinces indique que celle-ci est dirigée par des administrateurs portant le titre de « superviseur des offrandes » (rab ginā'ē), qui dispose de ses propres subalternes.
Une partie du personnel est spécialisée dans l'exécution de divers rituels, et doit pour cela disposer de textes techniques, donc de véritables bibliothèques. Les exorcistes rattachés au temple d'Assur comprennent des spécialistes des rituels parmi les plus éminents du royaume. C'est le cas au VIIe siècle av. J.-C. de Kiṣir-Assur et de sa famille (cette charge étant en général exercée de façon héréditaire), connus par leur importante bibliothèque qui a fourni une documentation de première importance pour la connaissance des rites assyriens. Ils participent notamment à la copie et à la rédaction des textes des rituels du temple d'Assur. La maison des chefs chantres du temple a également livré une bibliothèque, comprenant avant tout des hymnes.
Le volet économique du temple d'Assur apparaît également dans la documentation écrite. Celle-ci évoque ainsi à plusieurs reprises l'« atelier » (bīt mummi, littéralement « maison des artisans »), plutôt une sorte de groupements d'ateliers comprenant les différents artisans travaillant pour le compte de temple. Une archive d'époque néo-assyrienne documente l'activité des chefs des orfèvres travaillant pour le compte du temple d'Assur, qui font partie de l'élite de la cité et disposent d'un important patrimoine.

### Les offrandes régulières des provinces
Comme les autres divinités vénérées en Mésopotamie, Assur recevait des offrandes quotidiennes visant à assurer son entretien, pris en charge par le personnel administratif et cultuel du temple, sous la supervision du pouvoir royal. Une des particularités de son culte est le fait que toutes les provinces du royaume sont tenues d'y contribuer (par le biais de leurs gouverneurs), à tour de rôle, acte symbolisant leur soumission au dieu Assur et par là leur appartenance à l'Assyrie (les pays vassaux n'y étaient pas astreints), formant une communauté d'offrandes. C'est le système des offrandes appelées ginā'u à l'époque médio-assyrienne et ginû à l'époque néo-assyrienne (traduit par « offrande régulière », ou « fixe »),.
Les offrandes ginā'u sont en particulier documentées par plusieurs centaines de tablettes d'époque médio-assyrienne, datées de la période allant de la fin du XIIIe siècle av. J.-C. au milieu du XIe siècle av. J.-C., mises au jour dans le temple. Les versements se font alors en céréales, miel, sésame et fruits, qui sont ensuite entreposés dans les magasins du temple puis transformés par son personnel (en pain, bière, huile de sésame, etc.) et destinés à être présentés au dieu dans son culte, et qui dans certains cas sont (ensuite ?) dirigés vers le palais royal,. Un texte administratif offre un aperçu du processus quand il est complété :

« 5 mesures (bán) de pain-miṭru, 1 mesure (anše) de ḫaršu (du pain émietté ?) - 7e jour. 4 mesures (bán) de pain-miṭru, 1,05 mesure (anše) de ḫaršu - 8e jour. Pour le 9 du mois Kuzallu de l'éponymat de Pishqiya (le nom de l'année dans le système de datation assyrien) le pain, le ḫaršu, la bière, le miel (et) les fruits sont complètement (livrés) en présence du dieu. »

Le système est supervisé par des administrateurs chargés spécifiquement de leur administration, et notamment de relancer les provinces défaillantes. Il s'agit avant tout d'un versement symbolique puisqu'elles ne suffisent pas à pourvoir les besoins du culte du dieu.
Le système est encore en place à l'époque néo-assyrienne, pour laquelle il est surtout documenté par des lettres du VIIe siècle av. J.-C. adressées par des prêtres et scribes du temple faisant des rapports au roi, surtout dans les cas où une province n'a pas accompli son versement, comme dans le cas suivant :

« Deux bœufs et vingt ovins, offrandes du cœur du roi, (à la charge) de la ville de Diquqina, n’ont pas été fournis. Le roi mon seigneur devrait enquêter là-dessus. »

Dans un autre cas le scribe du temple précise au roi qu'il a malgré tout accompli les rites (en puisant dans les réserves du temple ?), car ils sont nécessaires au devenir du roi et du royaume :

« Ce [cinquième jour] de Kanūnu relève de la ville de Talmūsa. Ni bœuf, ni béliers, rien n’a été amené. (Mais) pour la préservation de la vie du roi mon seigneur, son nom et [sa] progéniture, j’ai accompli les sacrifices devant Assur et les dieux du roi mon seigneur. On a intégralement réalisé tout le repas et on l’a présenté devant Assur. »

Dans les textes de cette époque, ces offrandes sont nommées par le terme ginû mais aussi par d'autres termes au sens discuté, et sont plus diverses que par le passé puisqu'elles comprennent de la viande, du pain, du vin, des fruits, des légumes et des céréales, et semblent à l'occasion convertibles en argent. En plus des gouverneurs provinciaux, ces versements doivent également être accomplis par les principaux membres de la cour, à savoir la reine, le prince héritier et le groupe des « magnats » qui commande la haute administration et l'armée,.

### Les rituels royaux
Une autre spécificité du culte d'Assur est son lien avec les rois assyriens : ceux-ci sont considérés comme les représentants du dieu sur terre (et aussi dans une certaine mesure comme leur premier prêtre) et à ce titre ils doivent participer à plusieurs rituels majeurs à Assur, qui sont liés chacun à leur manière à l'idéologie royale assyrienne.
Le rituel du couronnement royal est documenté pour les époques médio- et néo- assyriennes, surtout par des hymnes, une documentation limitée en nombre, ce qui est surprenant au regard de l'importance symbolique de ce rituel. Il a lieu au moins au début du règne d'un souverain, et se déroule en grande partie dans le temple d'Assur, en présence des plus hauts personnages du royaume et de l'assemblée des dieux, légitimant le fait que le souverain humain ait reçu son pouvoir du dieu, tout en ne manquant jamais l'occasion de rappeler que ce dieu est le véritable maître du royaume, comme dans ce rite où le prêtre gifle le roi, une manière de rappeler son infériorité face au dieu :

« [Après avoir terminé] leurs bénédictions, [les magnats et les eunuques royaux] placent [……] devant Assur […]. Le roi [……]. touche le roi [……]… Les porteurs placent [le trône du roi sur leurs épaules] et partent pour la Maison du Dieu (le temple d'Assur). Ils entrent dans le [Maison] de Dieu. Le prêtre d’Assur gifle [le visage du roi] en leur présence et dit ainsi : « Assur est roi ! Assur est roi ! » Il le dit [jusqu'à] la Porte d'Anzû. Ayant atteint la Porte d'Anzû, le roi entre dans la Maison du Dieu. »

Après quoi le roi fait des offrandes de pierres à des divinités, puis il reçoit les insignes de la royauté : le prêtre place la couronne d'Assur et de Mullissu sur sa tête avant de se voir rappeler sa mission d'assurer la grandeur et la prospérité de l'Assyrie. Une fois que le roi a été confirmé dans son rôle, les magnats du royaume puis les autres serviteurs de la couronne le sont à leur tour, ce qui est une manière de rappeler l'ordre hiérarchique, partant du dieu et descendant jusqu'aux fonctionnaires normaux, par l'intermédiaire du roi.
Le tākultu est un autre rituel majeur et signifiant le rapport entre les divinités et le pouvoir royal en Assyrie. Il se présente sous la forme d'un banquet au cours duquel les grandes divinités de l'Assyrie sont conviées par le roi, en premier lieu celles de la cité d'Assur, et donc le dieu national. En invoquant les principales divinités de l'empire, il célèbre l'unité du territoire impérial autour de son dieu, qu'il présente comme une divinité universelle unifiant en lui les autres divinités des pays dominés, qui sont vues comme ses aspects ; les bénédictions permettent aussi de rappeler le rôle du roi, là encore en tant que représentant terrestre du dieu Assur.
Un cycle rituel majeur du culte d'Assur et de la cité éponyme débute durant le onzième mois, Sabattu, et se prolonge durant les deux mois suivants, Addaru et Nisannu, ce dernier marquant le début de l'année. Durant cette période festive plusieurs rituels d'offrandes dirigés par le roi, qui porte alors la tiare du dieu Assur rappelant son investiture par le dieu, se déroulent dans le sanctuaire d'Assur, et aussi dans d'autres lieux sacrés de la cité, situés dans des temples ou des palais. La statue du dieu Assur est sortie de son temple dans des processions. Le 23 Sabattu le roi accomplit un rite d'« ouverture de la bouche », habituellement destiné à insuffler la vie à une statue de culte, mais qui ici a pour but de transformer symboliquement le corps du roi en récepteur de la royauté, réaffirmant son autorité conférée par le dieu Assur. La statue du dieu Assur est ensuite conduite dans la « Maison de Dagan », sans doute située dans le Vieux Palais (ou dans une partie de son sanctuaire) pour quatre jours durant lesquels ont lieu divers rituels marqués par d'importantes offrandes. Il y retourne avec les autres divinités de son temple lors d'un autre moment important de ces rites qui a lieu au début du mois d'Addaru et se conclut, selon les époques, par des rites de naissance divine ou de mariage sacré.
Cette époque de festivités se conclut par le rite akitu du Nouvel An, au début du mois Nisannu, instauré à partir du règne de Sennachérib sur le modèle de celui qui se déroule à Babylone. Il s'étale sur onze jours et commémore le triomphe du dieu (Marduk puis Assur) sur les forces du chaos dirigées par Tiamat, et son accession au statut de roi des dieux, tel que relaté dans le mythe Enuma Elish. Il s'agit donc là encore fondamentalement d'un rite lié à la souveraineté, en présence du roi. Le combat divin est commémoré si ce n'est rejoué lors des rites qui ont lieu dans le temple de l’akitu, où la statue d'Assur est conduite par une grande procession traversant la ville d'est en ouest.

### Les autres lieux de culte d'Assur
Même si en général Assur a été le dieu d'un seul temple, il est arrivé qu'il dispose de lieux de culte ailleurs.
Durant l'époque paléo-assyrienne, les marchands assyriens installés de manière plus ou moins durable dans des comptoirs en Anatolie et sur les routes qui séparaient cette région de leur cité d'origine y ont apporté des armes de leur dieu civique, qui sont peut-être disposées dans des lieux de culte qui lui sont dédiés. Cela est au moins le cas à Urshum, comme indiqué par une lettre expédiée à Kanesh rapportant un vol commis dans ce lieu de culte, qui offre un aperçu de son mobilier sacré :

« Ce qui n'avait jamais eu lieu auparavant (est arrivé) ! Des voleurs sont entrés dans le temple d'Assur et ils ont volé le disque solaire en or sur la poitrine du dieu Assur ainsi que le poignard du dieu Assur. (L'or de l'emblème)-mišurum a été arraché, et les clous ainsi que les masses d'arme ont été emportés. Le temple a été vidé, ils n'ont rien laissé ! Nous recherchons les voleurs, mais ne les trouvons pas ! »

Ces implantations extérieures pourraient avant tout être motivées par des besoins juridiques (les armes du dieu servant pour les prestations de serment).

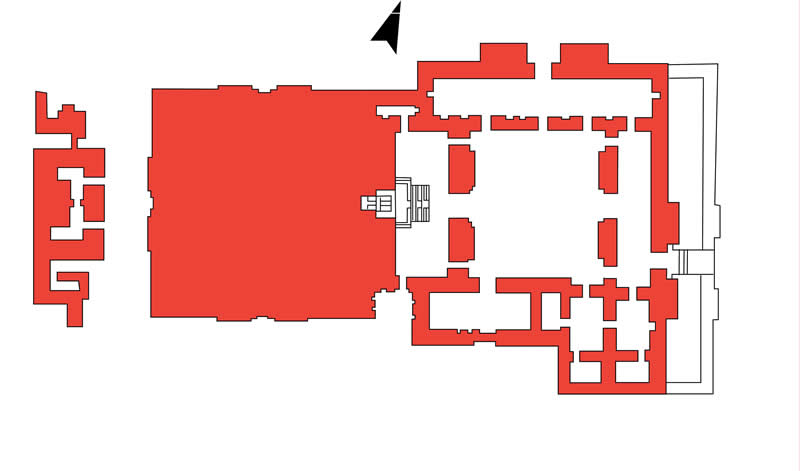
Plan du temple dédié au dieu Assur à Kar-Tukulti-Ninurta, avec sa ziggurat.

Il faut attendre la fin du XIIIe siècle av. J.-C. pour avoir une nouvelle mention d'un lieu de culte d'Assur hors de sa ville, quand le roi assyrien Tukulti-Ninurta Ier décide de lui ériger un sanctuaire dans la ville nouvelle qu'il fonde à proximité d'Assur, Kar-Tukulti-Ninurta (« Port Tukulti-Ninurta »). Les inscriptions commémorant la fondation de la cité disent que le roi entreprend ce projet à la demande expresse du dieu « Assur-Enlil ».

« À cette époque le dieu Assur-Enlil, mon Seigneur, me réclama un lieu de culte sur la rive opposée à ma cité (la ville d'Assur) et m'ordonna de construire son temple. À côté de l'objet désiré des dieux (la ville d'Assur) j'érigeai un grand lieu de culte, ma demeure royale, (et) l'appelai « Port Tukulti-Ninurta ». Je la complétai avec les temples des dieux Assur, Adad, Shamash, Ninurta, Nusku, Nergal, les Sibitti, et de la déesse Ishtar, les grands dieux, mes maîtres. Je fis couler le « Canal de Justice » (Pattu-mēšari) à grandes eaux vers ses sanctuaires (et) organisai les offrandes régulières pour les grands dieux, mes maîtres, depuis le produit des eaux de ce canal (le poisson) »

— Inscription de Tukulti-Ninurta Ier commémorant la fondation de Kar-Tukulti-Ninurta.
Cela a pu être interprété comme une volonté de transférer le culte d'Assur dans une autre ville, ou bien comme la constitution d'une sorte de « branche » du temple d'Assur créée avec la coopération de ses autorités, située dans son voisinage, d'où le temple principal était visible et en position dominante dans la topographie. Quoi qu'il en soit cette ville n'a plus d'importance après la mort de ce roi et ces lieux de culte périclitent, mais elle reste habitée jusqu'à la fin de l'empire.
Pour l'époque néo-assyrienne quelques textes semblent indiquer la présence d'un temple d'Assur à Ninive, sans apporter d'informations à son sujet.

## Périodes tardives

### La fin de l'empire assyrien
L'empire assyrien s'effondre entre 626 et 609, à la suite d'une guerre civile dont a profité le babylonien Nabopolassar, chassant les Assyriens de Babylonie avant de les attaquer dans leur propre région, où il est rejoint par les Mèdes de Cyaxare, avec lesquels il abat les principales cités assyriennes. Assur est prise en 614 par les troupes mèdes, qui la pillent et la détruisent. Le sanctuaire d'Assur a en particulier été la cible des vainqueurs, qui l'ont complètement détruit. Étant donné l'importance de la cité et de son temple principal dans l'idéologie et l'identité assyriennes, il est probable que cet événement a dû causer un choc considérable dans un royaume déjà aux abois, en signifiant que le dieu Assur avait abandonné le pays et avait laissé sa population à la merci des ennemis. La prise de la capitale Ninive en 612 sonne le glas de l'empire, qui disparaît complètement dans les années suivantes à la suite de l'élimination des dernières poches de résistance.

### Culte à Uruk
Une divinité dont le nom est écrit AN.ŠÁR apparaît dans des tablettes d'Uruk en Babylonie, datées du milieu du VIe siècle av. J.-C., donc après la chute de l'empire assyrien. Selon P.-A. Beaulieu il est plausible qu'il s'agisse du dieu Assur, car ce nom divin apparaît aussi dans des noms de personnes aux noms assyriens et des indications que ces gens sont originaires d'Assyrie. Le culte d'Assur aurait été introduit dans la région au VIIe siècle av. J.-C., à l'époque de la domination assyrienne, avec son personnel cultuel originaire d'Assyrie (à moins qu'il ne s'agisse de réfugiés ayant fui la destruction d'Assur), et aurait été préservé pendant quelques générations au moins. Il est possible qu'il soit implanté à Uruk en raison de la présence dans cette cité du principal sanctuaire du dieu céleste Anu. Les textes de cette période indiquent aussi la présence à proximité d'Uruk d'un canal nommé Aššuritu, nom porté par un aspect d'Ishtar quand elle est considérée comme la parèdre du dieu Assur. Ce lieu de culte d'AN.ŠÁR fait partie des petits sanctuaires qui fonctionnent dans l'orbite du temple majeur de la cité, celui d'Ishtar d'Uruk, et reçoit des offrandes de la part du roi babylonien,.

### Le renouveau et la fin du culte d'Assur
Un nouveau sanctuaire, le « Temple A », est érigé sur les ruines déblayées du sanctuaire d'Assur. Il a fait l'objet de nombreuses discussions, notamment sur l'époque de sa fondation. Suivant les auteurs, elle est datée soit des années qui suivent la destruction de 614, soit de la période achéménide après 539 (K. Radner y voit un équivalent assyrien de la reconstruction du temple de Jérusalem autorisée par le roi perse Cyrus le Grand), soit de la période hellénistique. On y a trouvé des inscriptions royales et des décrets royaux des périodes antérieures de l'histoire assyrienne, y compris des documents issus d'autres temples, qui ont été réunis là à partir de monuments antiques de la ville alors en ruines, ce qui a fait que cet édifice a été vu comme un « lieu de mémoire » des temps post-assyriens.
La ville d'Assur connaît une période de renouveau sous la domination des Parthes, au Ier siècle av. J.-C.. Le promontoire reste le lieu sacré majeur de la ville, et un nouveau temple est édifié pour Assur, alors appelé As(s)or, qui y est vénéré aux côtés de sa parèdre Sheru'a. Les inscriptions en araméen mises au jour sur le site indiquent que de nombreuses personnes portent des noms théophores composés à partir du nom d'Assur, et que deux anciennes fêtes d'époque assyrienne font encore partie du calendrier cultuel local : l’akitu du Nouvel An, au mois de Nisan et parak šimate du mois de Shebat. Le temple de l’akitu est également reconstruit. La cité s'épanouit jusqu'au début du IIIe siècle, avant d'être détruite par les Sassanides vers 228/9. Le temple d'Assur est détruit, et son culte semble d'arrêter définitivement.

### Introductions sur Assur
- Pierre Villard, « Aššur », dans F. Joannès (dir.), Dictionnaire de la civilisation mésopotamienne, Paris, Robert Laffont, 2001, p. 98-99
- (en) Eleanor Robson, « Aššur, divine embodiment of Assyria », sur Nimrud: Materialities of Assyrian Knowledge Production - The Nimrud Project at Oracc.org, 2015 (consulté le 8 mars 2015)
- S. Parpola "Assur", conférence donnée au Collège de France en 2008 : http://www.digitorient.com/wp/wp-content/uploads/2008/12/Assur-Parpola.pdf

### Assyrie
- (en) Karen Radner, Ancient Assyria : A Very Short Introduction, Oxford, Oxford University Press, 2015
- Frederick Mario Fales, Guerre et paix en Assyrie : Religion et impérialisme, Paris, Le Cerf, 2010
- (en) Eckart Frahm (dir.), A Companion to Assyria, Malden, Wiley-Blackwell, 2017
- (en) Mario Liverani, Assyria : The Imperial Mission, Winona Lake, Eisenbrauns, 2017

### Religion assyrienne
- (en) Govert van Driel, The Cult of Aššur, Assen, Van Gorcum & Comp., 1969
- (en) Grant Frame, « My Neighbour's God: Aššur in Babylonia and Marduk in Assyria », Bulletin of the Canadian Society for Mesopotamian Studies, vol. 34,‎ 1999, p. 5–22
- (en) Stefan M. Maul, « Assyrian Religion », dans Eckart Frahm (dir.), A Companion to Assyria, Malden, Wiley-Blackwell, 2017, p. 336-358
- Pierre Villard, « Quelques notes sur le clergé d’Aššur à la fin de l’époque néo-assyrienne », dans Akh Purattim 2, Lyon , MOM Éditions, 2007 (lire en ligne), p. 321-334.
- (en) Beate Pongratz-Leisten, Religion and Ideology in Assyria, Boston et Berlin, De Gruyter, 2015
- Anne-Caroline Rendu Loisel, « D'Aššur à Nabû : construire et déconstruire les « grands dieux » sous les Sargonides (722-612 av. n. è.) », ASDIWAL. Revue genevoise d'anthropologie et d'histoire des religions, vol. 13,‎ 2018, p. 147-159 (lire en ligne)
- (en) Simo Parpola, Assyrian Royal Rituals and Cultic Texts, Helsinki, Neo-Assyrian Text Corpus Project, 2017